# 丁未約条
丁未約条（ていびやくじょう）とは、1547年に朝鮮王朝と対馬の宗氏の間で結ばれた来航者取締規則のこと。
1544年に発生した蛇梁倭変により、1512年に宗氏と朝鮮王朝の間で締結された壬申約条は破棄され、日本国王使（室町幕府使節）および大内氏・少弐氏の使節を除き、日本からの通交（外交を兼ねた貿易）は禁じられた。日朝貿易を経済的基盤としていた宗氏は事態の打開を図り、1547年に偽日本国王使を派遣した結果、締結されたのが丁未約条である。
三浦の乱の講和条約である壬申約条では、島主歳遣船（対馬から通交のため毎年派遣される貿易船）を50隻から25隻に削減、多くの深処倭（対馬以外の日本人のこと）名義の歳遣船の停止等、宗氏に通交の抑制を強いるものであった。その後の度重なる交渉により、島主歳遣船は30隻にまで回復していたが、丁未約条では再び25隻に削減される。またそれ以外に、50年以前の受図書人（朝鮮王朝により通交許可を受けた者）・受職人（朝鮮王朝より官位を受けた者）の通交権の停止、入港場を釜山浦・薺浦（慶尚南道昌原市）の二港から釜山浦一港に削減、加徳島以西に来泊する者は倭寇とみなす等、壬申約条よりもさらに通交の抑制を進める厳しい内容となっていた。
丁未約条締結後、宗氏は通交抑制の緩和を求める交渉を繰り返し、1557年に丁巳約条が締結されることとなる。